# Montefano
Montefano är en ort och kommun i provinsen Macerata i regionen Marche i Italien. Kommunen hade 3 400 invånare (2018).